# Willy Hutmacher
Willy Hutmacher (* 25. Juni 1924 in Bremgarten bei Bern) ist ein ehemaliger Schweizer Radrennfahrer.

## Sportliche Laufbahn
Hutmacher war im Strassenradsport und im Querfeldeinrennen (heutige Bezeichnung Cyclocross) aktiv. 1949 wurde er Vize-Meister der Schweiz im Querfeldeinrennen hinter Martin Metzger. In der Meisterschaft von Zürich wurde er 1951 Zweiter hinter Carlo Clerici im Rennen der Amateure. 1947 und 1950 war er jeweils Dritter in diesem Eintagesrennen geworden. 1950 siegte er im Grand Prix Göteborg. 1953 wurde er beim Sieg von René Strehler Dritter der Strassenmeisterschaft. Im Amateurrennen der Strassenradsport-Weltmeisterschaften 1946 wurde er 5., 1949 30., 1950 kam er auf den 7. Platz und war damit bester Schweizer. 1951 wurde er 19. und 1954 15. der Weltmeisterschaft.